# Thermopolis
Thermopolis is een plaats (town) in de Amerikaanse staat Wyoming, en valt bestuurlijk gezien onder Hot Springs County.

## Demografie
Bij de volkstelling in 2000 werd het aantal inwoners vastgesteld op 3172. In 2006 is het aantal inwoners door het United States Census Bureau geschat op 2942, een daling van 230 (-7,3%).

## Geografie
Volgens het United States Census Bureau beslaat de plaats een oppervlakte van 6,4 km², waarvan 6,2 km² land en 0,2 km² water. Thermopolis ligt op ongeveer 1315 m boven zeeniveau.

## Plaatsen in de nabije omgeving
De onderstaande figuur toont nabijgelegen plaatsen in een straal van 76 km rond Thermopolis.